# Буревісник сірий
Буревісник сірий (Procellaria cinerea) — морський птах родини буревісникових (Procellariidae).

## Поширення
Мешкає у відкритому морі в південній півкулі між паралелями 58º південної широти та 32º південної широти. У період розмноження утворює колонії на кількох островах. Найбільші колонії є на островах Антиподів, чисельність якої становить 53 000 пар, і на острові Гоф з 10 000 пар. Менші колонії відомі на островах Принца Едуарда, Маріон, Тристан-да-Кунья, Крозе, Кергелен, Амстердам, Кемпбелл і Маккуорі.

## Опис
Тіло завдовжки 50 см, розмах крил 115–130 см, а вага близько 1000 г. Птах має коричнево-сірі плечі, спину, надхвістя та надкрила. Черево біле, підкриля та підхвістя попелясто-сірі. Він має жовто-зелений дзьоб і рожево-сірі ноги.